# Windsor and Annapolis Railway
Windsor and Annapolis Railway (W & AR) era una compagnia ferroviaria del Canada che eserciva la storica linea omonima che operava nella Valle di Annapolis, in Nuova Scozia.

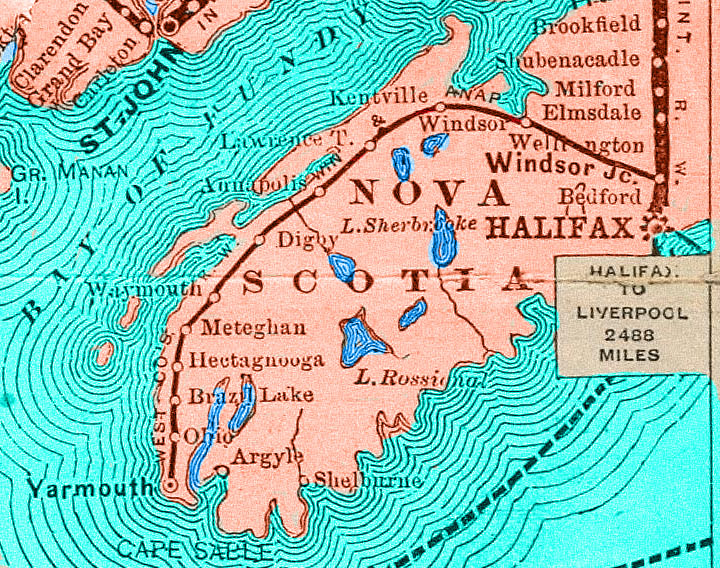
Mappa del 1885; ferrovie Windsor-Annapolis, Yarmouth-Annapolis, Windsor Branch fino Halifax

La ferrovia correva tra Windsor e Annapolis Royal e aveva accesso al collegamento con la capitale Halifax. La W & AR svolse un ruolo importante nello sviluppo dell'agricoltura e del turismo della Nuova Scozia e operò dal 1869 fino al 1894, quando confluì nella più grande Dominion Atlantic Railway (DAR).

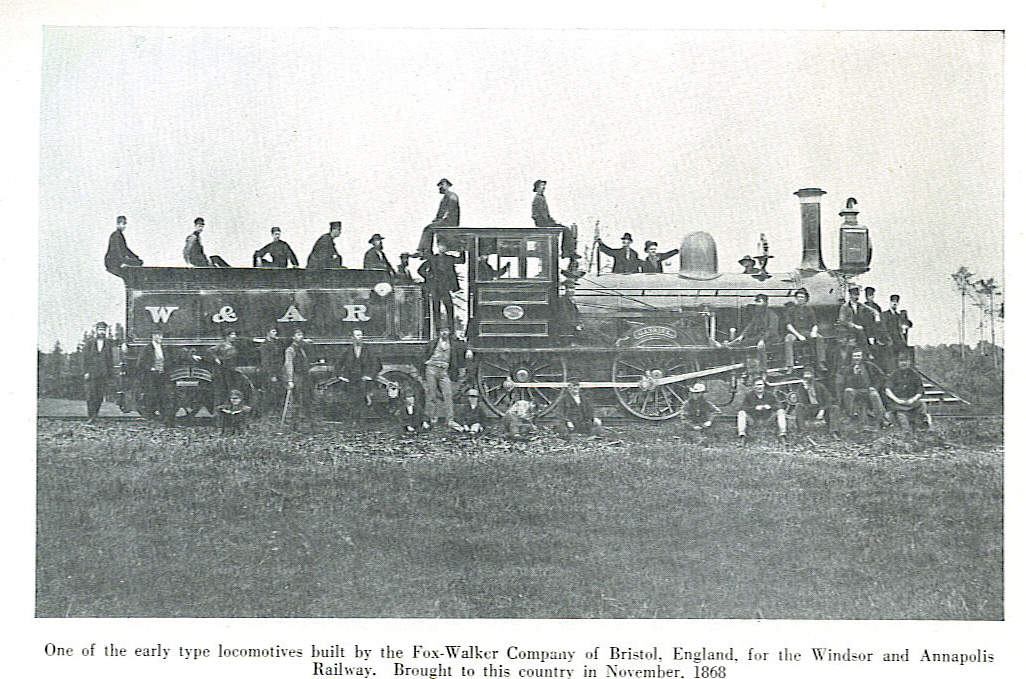
Locomotiva Gabriel a Kentville; una delle locomotive a scartamento largo della W & AR

La W & AR venne costituita da investitori ferroviari britannici e promotori ferroviari novascozzesi nel 1864. Centro operativo della società fu Kentville anche se la sede centrale rimase a Londra, nel Regno Unito. La Windsor e Annapolis negoziò i diritti di transito sulla "Windsor Branch" della Nova Scotia Railway che era proprietà del governo per collegare Windsor alla città e al porto di Halifax. Vernon Smith, esperto manager ferroviario britannico era l'ingegnere responsabile della costruzione e divenne il primo direttore generale.
La costruzione iniziò nel 1866 con le locomotive sbarcate per i cantieri di lavoro a Windsor, Wolfville e Kentville. La linea iniziò ad operare tra Kentville e Annapolis Royal il 26 giugno 1869, mentre proseguirono i lavori proseguivano sui due grandi ponti della linea ad est di Kentville sul grande estuario del fiume Avon a Windsor e sul fiume Gaspereau a Hortonville. Un'inaugurazione ufficiale fu celebrata il 18 agosto 1869 con alte personalità tra cui John Young, Lord Lisgar, Governatore generale del Canada che arrivarono in treno da Halifax anche se per un ponte incompleto trasbordarono in diligenza. Il devastante uragano "Saxby Gale" il 5 ottobre 1869 distrusse gran parte della linea di nuova costruzione tra Hortonville e Wolfville che richiese una urgente ricostruzione. Nonostante queste sfide, la ferrovia fu pronta il 18 dicembre 1869, quando i due ponti Avon e Gaspereau furono completati e il primo treno poté percorrere l'intera linea da Halifax ad Annapolis Royal.

La ferrovia accusò all'inizio molte difficoltà di esercizio per varie cause quali, personale inesperto, scarsità di attrezzature e soprattutto per le riparazioni indispensabili sulle sezioni della linea lungo il bacino del Minas danneggiate dal "Saxby Gale". Nonostante ciò il traffico passeggeri crebbe rapidamente promosso dalla promozione turistica legata ai collegamenti con piroscafo alla Nuova Inghilterra. Il traffico merci si sviluppò più lentamente; nel 1880 tuttavia un'improvvisa espansione delle richieste di spedizioni di mele assicurò redditività alla ferrovia. La linea venne armata a scartamento largo canadese di 5 ft 6in (1676 mm) ma nel 1875 fu riconvertita a quello normale. Nel 1892 la società W & AR acquistò la Cornwallis Valley Railway che si diramava da Kentville e raggiungeva Kingsport attraversando i ricchi distretti di produzione delle mele di cui si era assicurata il florido traffico.

## Fusione e cambio di denominazione
La Western Counties Railway (WCR), che eserciva la linea tra Yarmouth e Annapolis, rappresentò per la società un temibile rivale che spesso usò pressioni politiche allo scopo di acquisire il controllo esclusivo del collegamento denominato "Windsor Branch" essenziale alla W & AR per arrivare fino ad Halifax (di cui quest'ultima nel 1871 aveva infine ottenuto l'affitto); il problema venne meno quando la W & AR, nel 1894, acquisì a scopo di fusione la WCR creando una nuova società, la Dominion Atlantic Railway, per esercire l'intera linea da Halifax a Yarmouth. La direzione della nuova società venne posta nella sede di Kentville; della vecchia W & AR venne ripresa la livrea dei rotabili e il motto "Ferrovia della terra di Evangeline".
La Windsor and Hantsport Railway opera dal 1994 su alcune sezioni della vecchia linea principale della Windsor and Annapolis.